# Джонсон, Лонни
Алонсо Джонсон (англ. Alonzo Johnson, 8 февраля 1899, Новый Орлеан, Луизиана — 16 июня 1970)
— один из наиболее влиятельных и оригинальных американских блюзовых музыкантов.

## Биография
Играть на гитаре и скрипке Джонсон начал в салунах своего города ещё в молодости. До первой мировой войны он перебрался в Европу, но в 1919 году вернулся в Новый Орлеан, где узнал, что эпидемия гриппа унесла жизни большинства членов его семьи. Оставшись без семьи, он отправился путешествовать по США. В Сент-Луисе, Чикаго и других городах он играл в составе различных музыкальных групп и получил репутацию одного из наиболее популярных блюзовых певцов.
В 1925 году Джонсон записал первую пластинку, право на которую выиграл на конкурсе молодых талантов. В течение следующих двух лет музыка Джонсона выпускалась фирмой грамзаписи «Okeh» каждые шесть недель.
В 1930-е годы Лонни Джонсон начал работу на радио. В 1940-е годы Джонсон перешёл на электрогитару, а его сольные концерты имели большой успех.
В 1950-е годы Джонсон дал несколько концертов в Англии.
В 1960-х годах он снова дал несколько концертов в Европе. После выступлений в Канаде, он решил остаться здесь и приобрёл один из клубов Торонто.
В 1969 году Лонни Джонсон попал в автомобильную катастрофу. Несмотря на отсутствие тяжелых травм, все же в 1970 году Джонсон скончался.